# Präsenzuniversität
Die Präsenzuniversität ist eine Universität, in der Vorlesungen in Anwesenheit der Professoren und Studenten stattfinden. Diese Form ist – mit der Fernuniversität als Gegensatz – die „übliche“ Universität.
Der Begriff wird insbesondere von Studenten an Fernuniversitäten wie der FernUniversität in Hagen verwendet, um die unterschiedlichen Studienformen voneinander abzugrenzen.
Nicht immer muss damit eine Universität gemeint sein, häufig werden damit alle Hochschulen, also auch Fachhochschulen, beschrieben – sofern dort Vorlesungen in Präsenz stattfinden.
Siehe auch:
- Liste der Hochschulen in Deutschland
- FernUniversität in Hagen
- Open University